# Aristolochia cruenta
Aristolochia cruenta Barringer – gatunek rośliny z rodziny kokornakowatych (Aristolochiaceae Juss.). Występuje naturalnie w Nikaragui, Kostaryce oraz Panamie.

## Morfologia
PokrójPnącze o trwałych i zdrewniałych pędach.
LiścieMają trójkątny kształt. Mają 8–14 cm długości oraz 6–10 cm szerokości. Nasada liścia ma sercowaty kształt. Całobrzegie, ze spiczastym wierzchołkiem. Są lekko owłosione od spodu. Ogonek liściowy jest nagi.
KwiatyMają owalny kształt. Dorastają do 10–20 mm długości. Zebrane są w gronach.
OwoceTorebki o elipsoidalnym lub prawie kulistym kształcie. Mają 2–2,5 cm długości.